# Maison de Jeanne
La Maison de Jeanne est une maison à colombages et encorbellements datant de la fin du XVe siècle et située dans la commune de Sévérac-le-Château, au n°10 de la rue de Belvezet, à l'angle du Passage de l'Hospice. Cette maison porte le nom de sa dernière habitante. 

## Histoire
En 2018, la maison a été restaurée, et ses façades enduites, lui faisant perdre aux yeux de certains une partie de son cachet, comme en témoigne le partage encore fréquent de l'image de son ancien aspect sur les réseaux sociaux.
Inoccupée durant 40 ans après le décès de Jeanne, sa dernière occupante, la maison a été datée grâce à des prélèvements de bois lors de ces travaux de 2018 : les résultats indiquent une datation de la fin du XVe siècle, “au plus tôt du printemps 1478” après analyse par dendrochronologie par le Centre d’études en dendrochronologie et de recherche en écologie et selon la datation de l'abattage des bois les plus anciens qui la constituent.
Propriété de la commune depuis 1995, la Maison de Jeanne est utilisée l'été pour des visites et des animations médiévales.

## Notoriété médiatique
La Maison de Jeanne est devenue célèbre à la suite de la publication de la photographie d'un touriste des États-Unis le 6 mai 2017 sur le site d’hébergement d’images Imgur, puis de son partage sur les réseaux sociaux, et elle a été décrite ensuite sur ces réseaux avec enthousiasme mais sans fondement comme construite entre le XIIe siècle et le XIIIe siècle, ou comme l'une des maisons habitées les plus anciennes de France, d'Europe voire du monde, sans doute à cause de l'aspect défraichi de son enduit et de son remplissage en torchis, mais ces informations sont présumées et fausses : en l'état des connaissances actuelles elle est effectivement considérée comme la plus ancienne maison à pans de bois du département d'Aveyron, mais avec ses 544 ans (en 2022), elle n'est ni la plus vieille maison habitée (puisqu'elle n'était pas habitée...), ni la plus vieille maison de France, ni de la région Occitanie, ni même du département, puisqu'elle date de la toute fin du Moyen Âge.